# Escala de Alvarado
La Escala de Alvarado  es un sistema de puntuación clínica que se utiliza en el diagnóstico de apendicitis. La puntuación tiene 6 parámetros clínicos y 2 mediciones de laboratorio con un total de 10 puntos. Fue introducido en 1986 y aunque fue hecho para las mujeres embarazadas, ha sido ampliamente validado en la población no embarazada. En la actualidad se usa la escala de Alvarado modificada.

## La escala
| Síntomas                                        |    |
| Dolor migratorio a fosa iliaca derecha          | 1  |
| Anorexia                                        | 1  |
| Náuseas/vómito                                  | 1  |
| Signos                                          |    |
| Dolor en fosa iliaca derecha                    | 2  |
| Rebote en fosa iliaca derecha (Blumberg)        | 1  |
| Fiebre ≥ 38,0 °C                                | 1  |
| Laboratorio                                     |    |
| Leucocitosis > 10.0000                          | 2  |
| Desviación a la izquierda con neutrofilia > 75% | 1  |
| TOTAL                                           | 10 |

Utiliza elementos de la historia clínica del paciente, el examen físico y pruebas de laboratorio:
- El dolor migratorio a fosa ilíaca derecha.
- Anorexia (pérdida del apetito) o cetonas en la orina.
- Náuseas o vómitos.
- Dolor en la fosa ilíaca derecha.
- Dolor de rebote (Signo de Blumberg positivo)
- Fiebre de 38,0 °C o más.
- Leucocitosis, o más de 10,000 leucocitos por microlitro
- Neutrofilia , o un aumento en el porcentaje de neutrófilos en el recuento leucocitos séricos.

A los dos factores más importantes, la sensibilidad en el cuadrante inferior derecho y leucocitosis, se les asignan dos puntos, y a los otros seis factores se les asigna un punto a cada uno, para una posible puntuación total de diez puntos.
Una puntuación de 5 o 6 es compatible con el diagnóstico de apendicitis aguda. Una puntuación de 7 u 8 indica una apendicitis probable, y una puntuación de 9 o 10 indica una apendicitis aguda muy probable.
La Escala de Alvarado no debe utilizarse como referencia para decidir si un paciente requiere o no una intervención quirúrgica (Apendicectomia). La Escala de Alvarado tiene como finalidad identificar a los pacientes que tienen mayor probabilidad de tener Apendicitis.

## Escala de Alvarado Modificada
La escala original de Alvarado describe un total posible de 10 puntos, pero en las instalaciones médicas donde no se puede realizar un recuento diferencial de leucocitos, se utiliza la escala de Alvarado Modificada  con un total de 9 puntos, que podría ser no tan exacta como la escala original. El alto valor diagnóstico de la puntuación se ha confirmado en una serie de estudios en todo el mundo. El consenso es que la puntuación Alvarado es un método no invasivo, seguro, de diagnóstico, que es simple, fiable y repetible, y capaz de guiar al clínico en el manejo del caso. Sin embargo, un estudio reciente demostró una sensibilidad de sólo el 72% de la puntuación de Alvarado para la detección de apendicitis que ha llevado a la crítica de la utilidad de la puntuación. La escala en niños menores de cinco años es útiles para la eliminación de la apendicitis desde el diagnóstico diferencial.

## Importancia
Tiene gran importancia en el diagnóstico de apendicitis aguda.